# 巴祖卡火箭筒
巴祖卡（Bazooka）是第二次世界大战中美国陆军使用的单兵肩扛式火箭弹发射器的绰号。巴祖卡是第一代实战用的单兵反坦克武器。巴祖卡使用固体火箭作为推进器，弹头分为高爆（HE）和高爆反坦克（HEAT）弹头，能够有效對付装甲车以及諸如机枪碉堡一類的防禦工事，射程遠超出手榴弹的投掷范围。因为其管状外形类似于一种名叫巴祖卡的喇叭状乐器（鲍勃·伯恩斯在1930年代发明并推广）而得名。
在第二次世界大战中，德军在北非战场中缴获若干巴祖卡火箭筒，他们马上就发现了巴祖卡在战场上的作用并开始着手仿制。德国设计师将弹头直径增加到88毫米（还有一些小的改动）并在德军中推广使用，称作坦克殺手（Panzerschreck）。
巴祖卡是單兵反坦克火箭界的開山鼻祖，故此其名稱亦被用作所有肩扛式發射器的統稱。

## 设计与发展
巴祖卡在设计和发展上一直沿着两条主要的技术路线而前进：火箭动力（無後座力）武器和锥形装药弹头的发展。

### 第一次世界大战期间

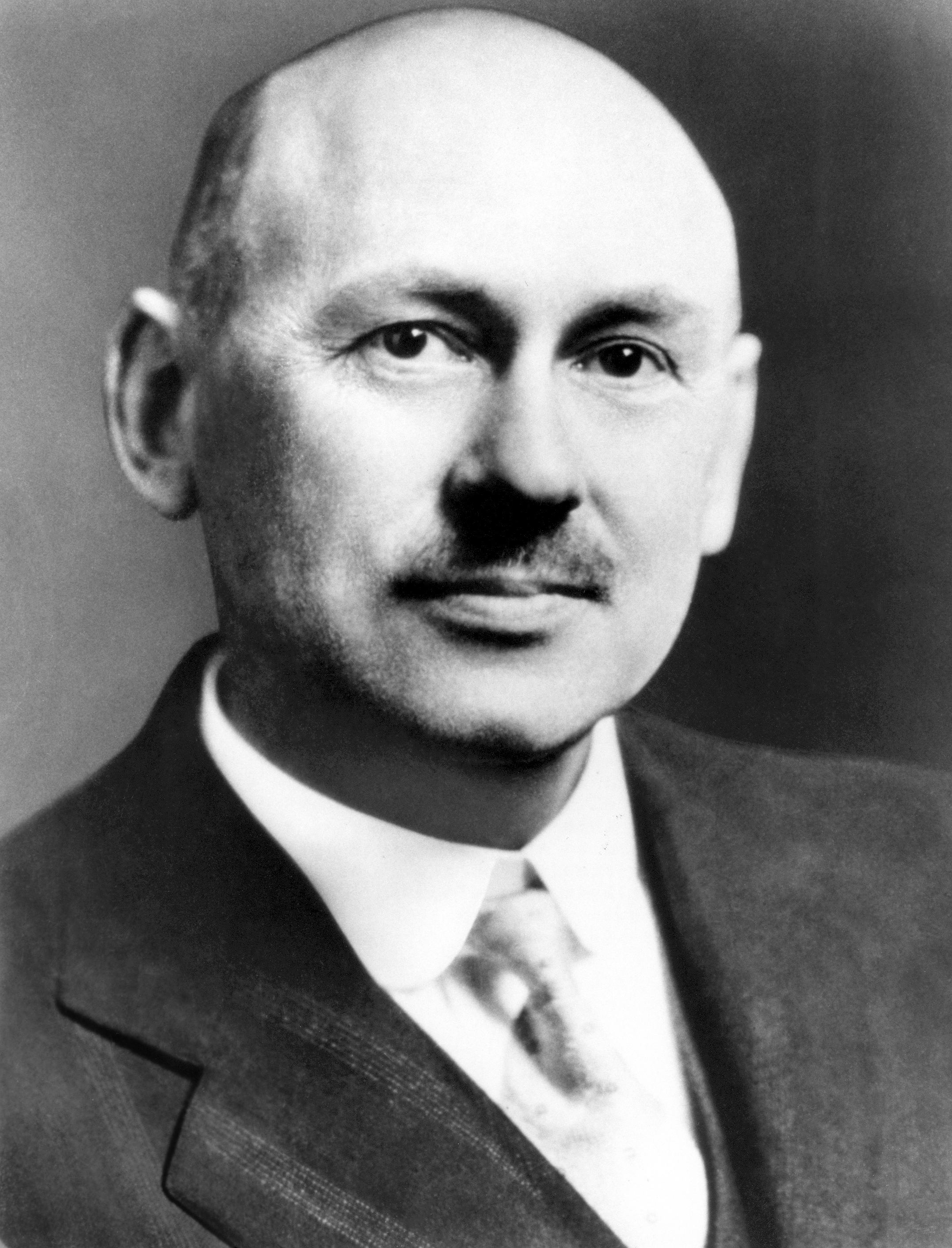
罗伯特·戈达德博士

巴祖卡的原型是一种火箭动力武器，而他是由罗伯特·戈达德博士根据美国陆军的合約设计出来的。在第一次世界大战期间，戈达德在克拉克大学供职的同时还在威尔逊山天文台为一战中的美国军队设计管状发射火箭。他和他的同事克拉伦斯·希克曼博士共同于1918年11月6日在马里兰州的阿伯丁实验场为美国陆军通讯兵展示了该种武器。但是由于五天后协约国就和和同盟国在康边停战协定上签字（一战结束），所以该型武器没有得到进一步的发展。巴祖卡发展项目的拖延很大情况上也与戈达德深受肺结核的病害有关。在直到1923年的这段时间里，戈达德一直在马里兰州的Indian Head为美国政府做兼职，不过很快地，他就将自己的重点移到了其他与火箭推进有关的项目上去了。

### 锥形装药
炸药装药的发展可以追述到1880年，美国的物理学家查尔斯·爱德华·门罗第一次将炸药装药的研究投入到实际的研究工作当中。而在1930年代，来自瑞士的移民亨利·莫豪普特在为美国陆军部（美国国防部的前身）负责设计爆炸物时又让其得到了进一步发展。
莫豪普特设计了一种使用锥形装药的反坦克手榴弹，它能够击穿60毫米（2.4英寸）的战车装甲。可以说，它是在那个时代最好的单兵武器。因此，手榴弹被制式M10所代替。但是，M10手榴弹有3.5磅（1.6公斤）重，如此重的单兵武器难以用手掷出。并且因为他过重，不能用来当做枪榴弹来发射。唯一可行的方法就是将其装备到坦克上，让步兵来操纵射击。如果这样的话，那么他就难以在复杂情况下第一时间发挥作用。所以一个较小，较弱的M10缩小版：M9出现了。M9可以用步枪来发射，这也带动往后一系列的枪榴弹的设计发展，像M1（斯普林菲尔德M1903），M2（恩菲尔德M1917）和M7（M1加兰德）以及M8（M1卡宾枪）。然而，真正能够与坦克抗衡的单兵武器还没有出现。之后，在其他国家在此方面领先的时候，美国军方正准备评估一个既大且威力十足的反坦克步枪的计畫。
火箭发动机与锥形装药弹头两者的结合最终成为陆军轻型反坦克砲的发展方向。

### 火箭动力锥形装药武器的发展
在1940年，美国陆军莱斯利·斯金纳上校的手下爱德华·乌赫尔中尉建议用他新近发明的火箭筒来发射加装火箭推进器的M10。在戈达德手下克拉伦斯·希克曼的帮助下，M1的原型在华盛顿特区的乔治华盛顿大学的Corcoran Hall完成了。这款M1拥有一个金属发射管，一个木质枪托，一个手柄和瞄具。发射60.07毫米的火箭弹（官方资料为“M6，2.36英寸”，这样是为了与60毫米迫击砲弹区别）。火箭弹后部插有尾随引线。顶部的铸钢弹头内含有1.6磅的高能炸药。木肩上的两节干电池会在士兵扣动扳机时点燃火箭引线，在一次发射后，电线会被副射手给连接到原先的两个触点上。
虽然武器有一些可靠性和命中的问题，但是美军的军械官在看过其对坦克砲塔的穿透能力后对他十分满意。试验证明M6火箭弹能够穿透4.5英寸（112毫米）的钢板。为此，美军取消了所有的反坦克枪的项目并且在1942年批准了M6火箭弹和M1火箭筒的制造项目。M1火箭筒即将第一次在战场中使用。

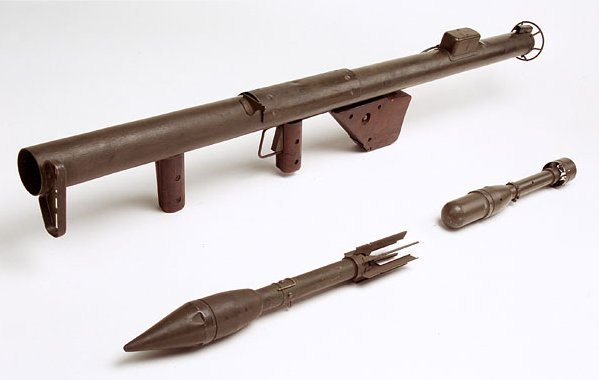
M1巴祖卡

到了1942年年底，改进型的火箭筒M1A1出现了。M1A1的前端手柄被抛弃了，长度为54英寸（1.37米），重达12.75磅（5.8公斤）。
M1发射的M6火箭弹十分不可靠，所以军方马上就M6的改进型M6A1来代替原来火箭弹，发射M6A1的火箭筒也改用成M1A1。在M6之后，军方还推出了一系列使用M6A1火箭发动机和尾翼组件的替代弹头，像2.36英寸的M10发烟火箭以及他的一系列的改进型（M10A1,M10A2,M10A4）。军方使用白磷发烟弹头（WP）来代替反坦克弹头，这种弹头不仅可以通过发烟来阻碍敌军的视野，还可以通过爆炸所产生的燃烧颗粒对敌人进行杀伤。所以，美军一般用M10来标记目标，用烟雾令敌军砲手和驾驶员失去目标，还用烟雾来将敌军驱出掩体和防空洞。2.36英寸的T31燃烧火箭弹是M10火箭弹加装燃烧弹头的变种，他可以轻易的摧毁敌人的燃料，物资和弹药。
原版的M1A1在前端装有一个简易的铰链表尺和一个无加固的发射筒。在战争中，对M1A1进行了一些修改，例如增大木肩裡的电池设计，但是士兵们经常反映称电池总会在槽中卡住（后来木肩裡的槽被扩大以容纳更大的电池）。其次就是前瞄准器和后瞄准器的问题，前瞄准器的侧面刻有100码，200码和300码。但是在以后的型号中，铁制的瞄准器被塑料的取代，但是塑料瞄准具会因为日光强射最终变的不透明及模糊不清最终造成难以射击。后来，铁制瞄具被包裹起来不被使用。火箭筒在有50码的增量的情况下，射程为50码到700码（46米到640米）。发射筒还附带一个鐵製支架以协助发射。

### 战场上的经验所带来的变化

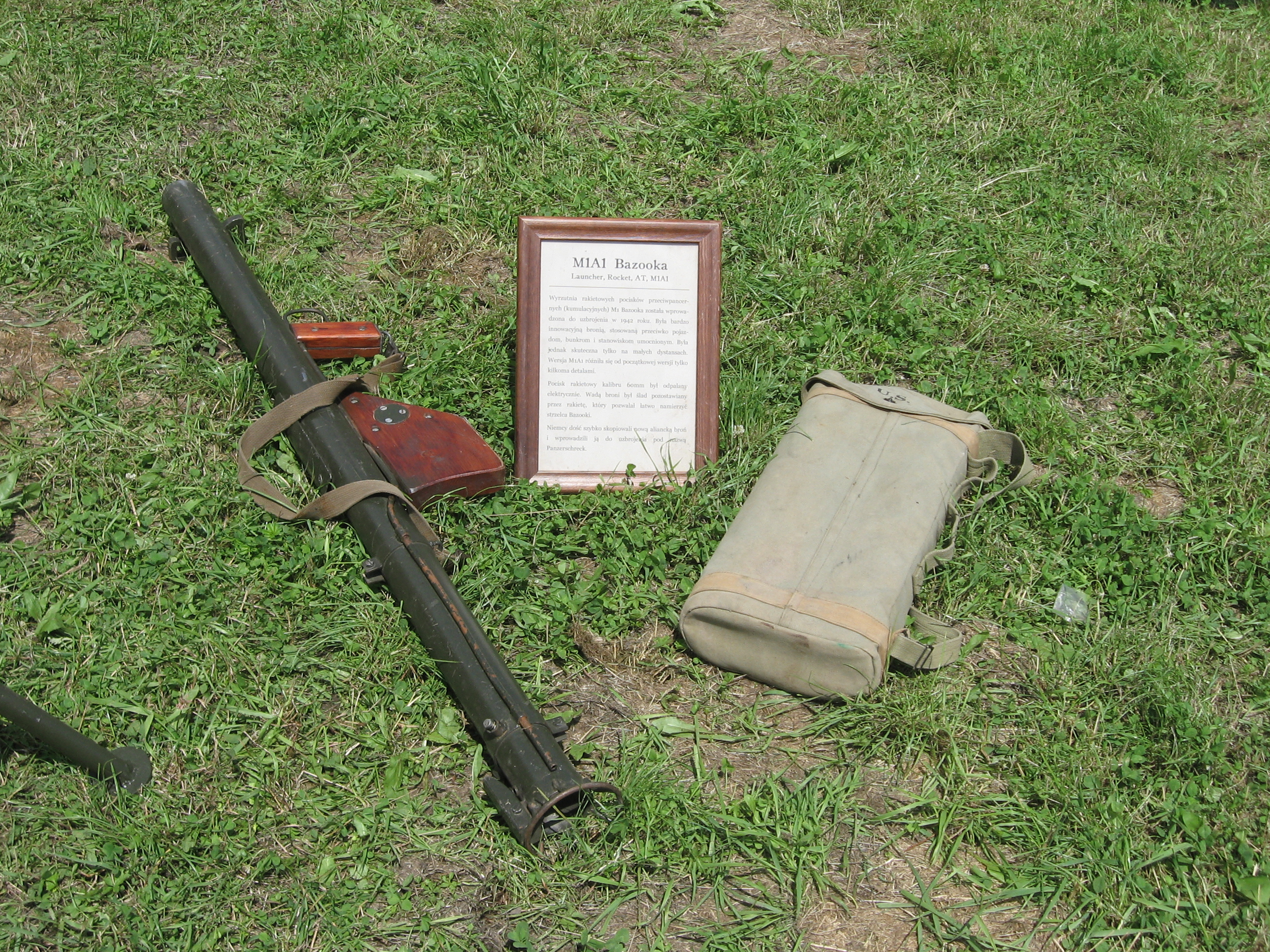
M1A1巴祖卡火箭筒

1943年，美军的奥格登军械所和其他的一些军械所收到了一批战地报告，报告称M6A1火箭弹在准备发射的时候，经常会提前的在M1A1的发射筒内自爆。得知此事后，军方在阿伯丁实验场内使用各种金属项圈进行绕接试验，希望这样就能延迟他起爆的时间。直到孔塞测试表改进之后，这个问题才得以解决。
最初与M1和M1A1配套的M6和M6A1皆為尖弹头，使其於低角度發射时会偏离目标。因此，製造廠在1943年年底推出采用最新M9火箭发动机的2.36英寸口径M6A3。M6A3长19.4英寸（49.28），重3.38英磅（1.53）。新款的M6A3为了改善在低角度下的发射情况，削钝了弹头。并且实验报告称，在加装新型圆形尾翼组件的情况下，M6A3的飞行情况得到了改善。新款的M6A3能够穿透5英寸（125毫米）的装甲板。
巴祖卡在早期存在电池问题，使得它不得不把打火系统从电池打火改为用扳机操纵的磁力发电打火系统。为了防止擦枪走火，打火系统被纳入了可分解的电磁发电打火系统裡。这样产生的最大变化是，发射筒被分成了两部分，而他们可以用卡口式接头附件相联合起来。这一改进使其变得更轻便，更适合空降部队携带。最后，经过改装得到的两段式火箭筒是M9A1。然而，经过了这一长串的修改之后，M9A1竟长达61英寸（154.94），重达14.3英磅（6.5）。这样的话，它就从原先一个轻巧、方便的一次性武器转变为一个沉重、笨拙的复杂武器。
1944年10月，军方从前线得到了M1A1，M9及其弹药M6A1对于德军装甲攻击不利的报告。经过对美军缴获的德军的8.8厘米RPzB 43 and RPzB 54 Panzerschreck进行研究，美军设计出了更强大，更具有威力的3.5英寸M20火箭筒。然而，当设计还没完成时，战争已近结束了。
1945年，美国陆军化学战机构使用M9和M9A1火箭发射器，研制出了2.36英寸的氯化氰装药的M26化学火箭弹。氯化氰是一种致命的毒剂，它具有穿过一些防毒面具的能力。在实战中，人们发现用这种武器来驱散在山洞掩体中躲藏的日本兵十分有效。尽管美国军械库存处有该武器的身影，但是他从没有正式发给或部署给任何的战斗人员。

## 实战情况

### 第二次世界大戰（歐洲戰場）

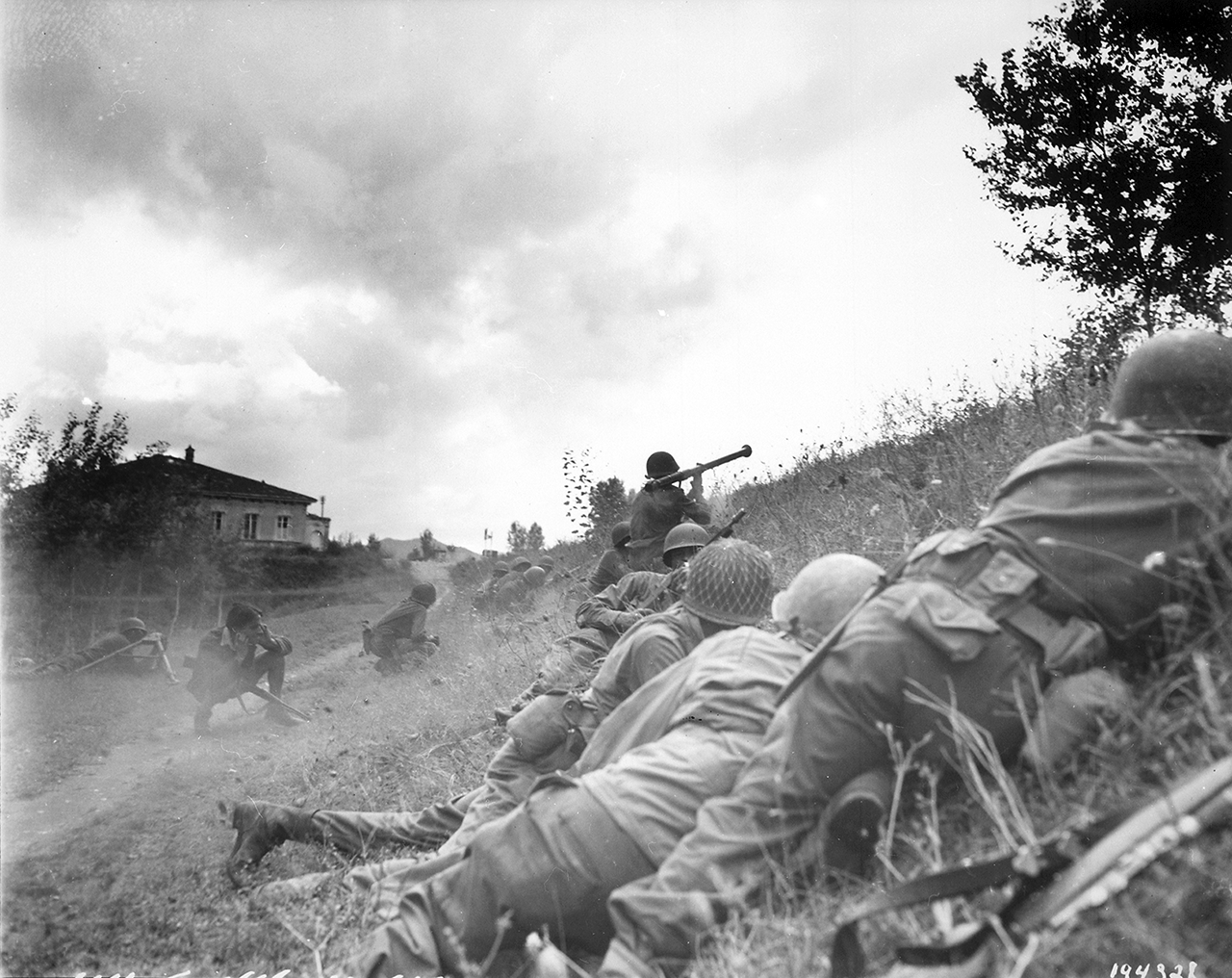
美军士兵在使用火箭筒向驻守在意大利卢卡的德军的碉堡进行攻击，摄于1944年

据悉，巴祖卡的第一次使用是在苏联前线和1942年11月登陆北非中的火炬行动，这些M1和M6火箭弹都是为了及时装备入非作战的美国军队而仓促制造的。不过在登陆前的那个晚上，德怀特·艾森豪威尔将军震惊地发现他的军队裡竟然没有一个人拿到巴祖卡火箭筒。
一开始，由于没有人得到过专业训练，那些可靠的M6火箭弹连同着M1火箭筒并没有在北非战场中得到广泛使用。但是当一些德军在俘虏美国军队时，他们发现了这个武器并準備提防。当美军将军在1943年到达突尼斯前线时，他发现没有一个人能够告诉他巴祖卡火箭筒能否阻挡住德军的坦克。
另一个问题出现在1943年5月。当盟军在攻打西西里岛时，盟军部队中装备了少量的M1A1（发射的是M6A1改进型火箭弹）。在一次战斗中，巴祖卡击毁了四辆中型坦克和一辆虎式坦克，而能把虎式坦克击毁是因为火箭弹是从驾驶员的观察孔穿过去。但是在战斗中，巴祖卡也凸显出一些问题，例如当巴祖卡在发射的时候，会产生大量的尾烟，这样会暴露射手的位置。并且在战斗中，巴祖卡小队的队员们为了向装甲目标射击，不得不将自己的身体暴露在敌人的攻击之下，因此伤亡十分巨大。而这种必须暴露在德军的反击火力之下的任务，在其他士兵看来不仅仅是极度危险的任务，甚至应该说是自杀任务。
在1942年年底，德军已近从火炬行动中俘虏的美军士兵和得到美军捐赠的俄国士兵手上得到了巴祖卡。德国也迅速的开始研制自己的反坦克武器，他们将弹头从60毫米（2.36英寸）增大至88毫米（3.46英寸），这种武器就是聞名遐邇的Panzerschreck（坦克杀手）。这种武器有更大，威力更强的弹头，他的穿甲能力相对于巴祖卡大大提高。讽刺的是，美国士兵也希望能有一些加大弹头的巴祖卡，但是遭到拒绝。在用M9和RPzB 54 Panzerschreck向德国的豹式坦克进行对比射击后，美国陆军的唐纳德·E·刘易斯下士对上司说Panzerschreck“比巴祖卡强多了……”。
|  | 它（Panzerschreck）太棒了，我都想用酸菜的武器来对付酸菜（酸菜原文Krauts，特指德军）。 |

在法国，查理·卡朋特少校将在他的L-4草蜢式聯絡機的每个机翼下装备了三个巴祖卡火箭，并且他说他用这个摧毁了德军的14辆坦克。

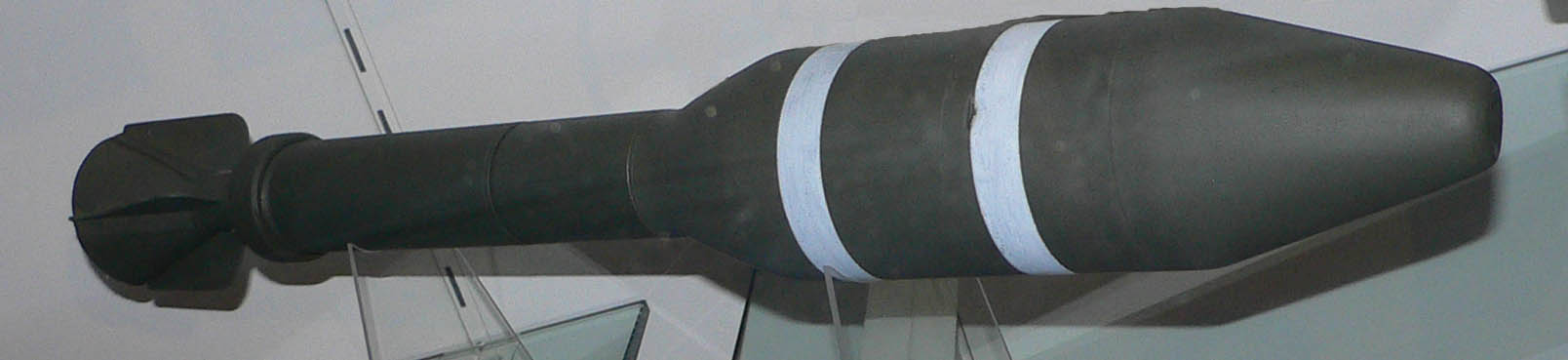
3.5英寸的巴祖卡火箭弹

尽管在1943年年底，美军使用了M9火箭筒以及威力更强大的M6A3火箭弹，但是德军装甲车上的更厚的新型铸造装甲和装甲侧裙以及间隔装甲使用是的巴祖卡的攻击效果急剧下降。这使得巴祖卡必须对准那些装甲车低防护的部位，例如履带，观察孔，车轮或者是后发动机。在1944年5月20日的信中，乔治·巴顿将军在给他同事的信中写到：“巴祖卡的作用并不是去击毁坦克，而是不让坦克随意欺凌步兵的最后手段。为此，巴祖卡要在30码的范围内射击。」

### 第二次世界大戰（太平洋戰場 ）

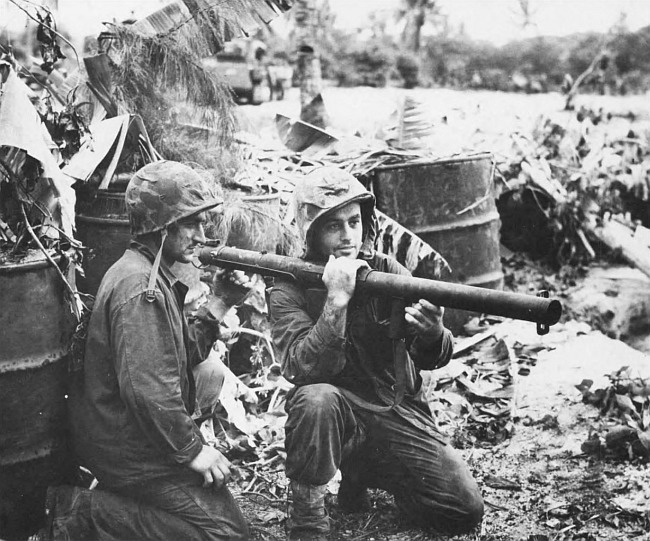
在塞班島戰役時手持M1巴祖卡火箭筒的美國海軍陸戰隊士兵

在太平洋战争中，如同在北非一样，巴祖卡也存在着可靠性的问题。在使用中，巴祖卡的电池点火系统容易损坏，并且巴祖卡的火箭发动机也会因为长期暴露在潮湿，高温和高盐份的空气中而失效。但随着M1A1可靠性得到解决，巴祖卡成为了一种攻击日本阵地的利器，像混凝土掩体和箱式碉堡都能够被巴祖卡摧毁。不过他对椰子和沙子组成的掩体就不是很有效了，因为那些掩体的结构过于弹性导致他们可以吸收火箭弹的冲击力而不使其爆炸。在太平洋战争后期，大多数陆军和海军陆战队一般都是使用M2火焰喷射器来攻克这些掩体。虽然火箭弹弹头能够极其容易的击穿日军坦克和装甲车的轻薄的装甲，不过美国士兵们还是很少用火箭筒来攻击日军的坦克。总的来说，虽然M1A1，M9和M9A1一直被称为是反坦克武器，但是他在太平洋战场中主要还是用来反掩体的。后来，艾森豪威尔将巴祖卡连同原子弹，吉普和C-47运输机并称为四个胜利工具（Tools of Victory）。

### 朝鲜战场

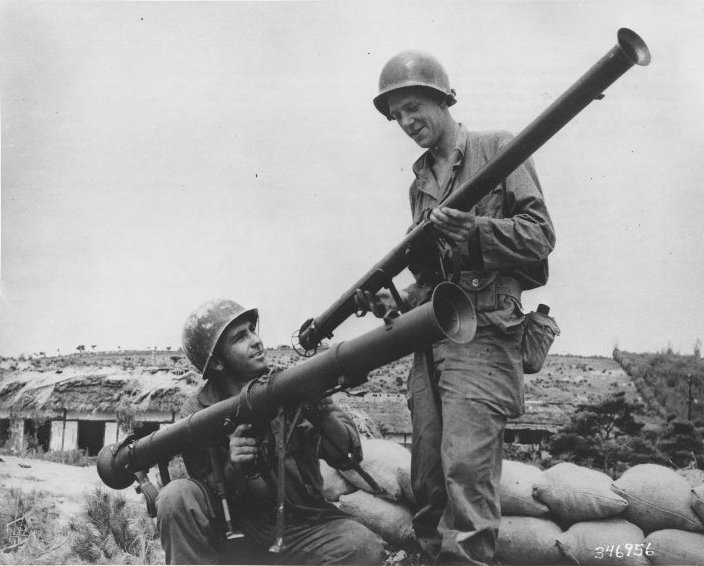
在朝鲜战场上，M20“超级巴祖卡”（左）逐渐替代了M9（右）

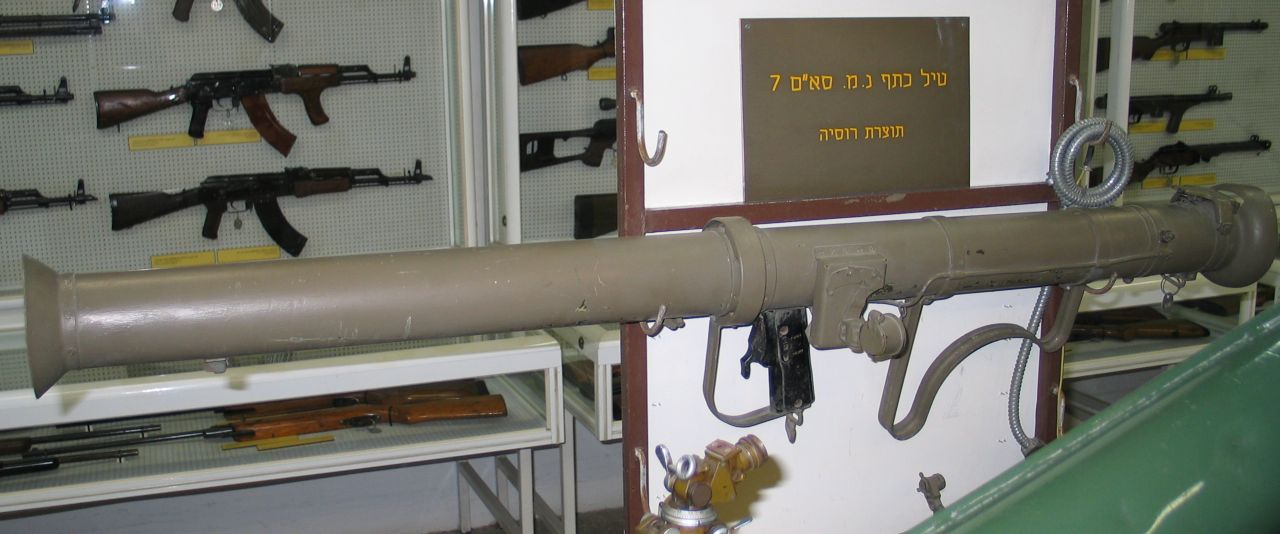
超级巴祖卡，现成列于以色列特拉维夫的一座博物馆内

在二战结束后，美军以德国的Panzerschreck为蓝本设计出了3.5英寸（88.9毫米）的M20超级巴祖卡火箭筒，它与德国的Panzerschreck威力相当，M20重达14.3磅（6.5公斤）并且可发射重9磅的（4公斤）的高爆反坦克火箭弹。当M20发射时需要两人一组来操纵“超级巴祖卡”射击，一般情况一个小队一分钟可以发射6枚火箭弹。与以前的型号一样，M20的装弹有M29A2（practice）和白磷发烟弹（T127E3/M30）。由于吸取了在恶劣，潮湿环境下的教训，新型的弹药外加防潮包装，除此之外还附有M20的战地保养手册，里面包含了如何维护维修润滑等多个内容。M20还附有备用火箭弹。当他从兵工厂出场时，M20会全身都会被涂满抗菌涂料，并且电磁打火机还被涂上“柯斯莫林”（Cosmoline）。直到需要发射的时候，这些包装涂料才会被去掉。
战后，由于政府预算问题，美军最初部署到朝鲜的军队装备的基本都是2.36英寸的M9/M9A1，而用的也是二战时的M6A3库存。在战争初期，老式的M9和M9A1一直在对苏联对朝鲜援助的装甲车进行摧毁。在烏山戰役中，發現M9A1的火箭彈無法擊穿T-34/85的裝甲，美国陆军特遣队只能通过射击坦克的后置发动机，致使33辆朝鲜的T-34/85坦克停滞不前。此外，有许多战地报告提到M6A3弹头在命中后没有爆炸，进过讨论，军方最终认为这是由于弹药在储存时没有得到很好的保养所致。于是M20和3.5英寸的M28A2高爆反坦克火箭弹匆匆地被从美国调运到朝鲜，事实证明，M20对T-34以及其他苏联坦克极其有效，如在大田战役中威廉·弗里希·迪安少将曾亲持巴祖卡攻击T-34，此战中共有十多辆T-34被空军和巴祖卡击毁。此外需要说明的是「超级巴祖卡」是战争前夜才开始生产的，并不是美军遇到坦克后才紧急研制的。
在朝鲜战场上，中国人民志愿军也大量地使用了从国共内战战场上缴获國軍使用的2.36英寸的火箭弹来攻击美国的谢尔曼和巴顿坦克。并且，中国还按照M20制造了51式反坦克火箭筒。

### 越南战场
M20超级巴祖卡在越战初期得到使用，后来慢慢的被M72火箭筒所代替。虽然其很少用来摧毁敌军的裝甲車，但是其经常被用摧毁敌军的阵地工事。直到1960年代末，M20依然还在南越和地方武装内使用。

### 其他战场
葡萄牙曾在非洲的葡萄牙殖民地中与当地的马克思主义游击队的战斗中使用过M9A1和M20。法国军队也曾在印度支那和阿尔及利亚的战场中使用过M1A1、M9A1和M20。

## 型号

### M1“巴祖卡”火箭筒
- 在1942年6月14日于Capt. L.A. Skinner首次露面
- 使用M6火箭弹
- 能穿透4英寸（100毫米）的装甲

### M1A1“巴祖卡”火箭筒
- 改进了打火系统
- 简化设计
- 使用M6A1火箭弹
- 去除前端手柄

### M9“巴祖卡”火箭筒

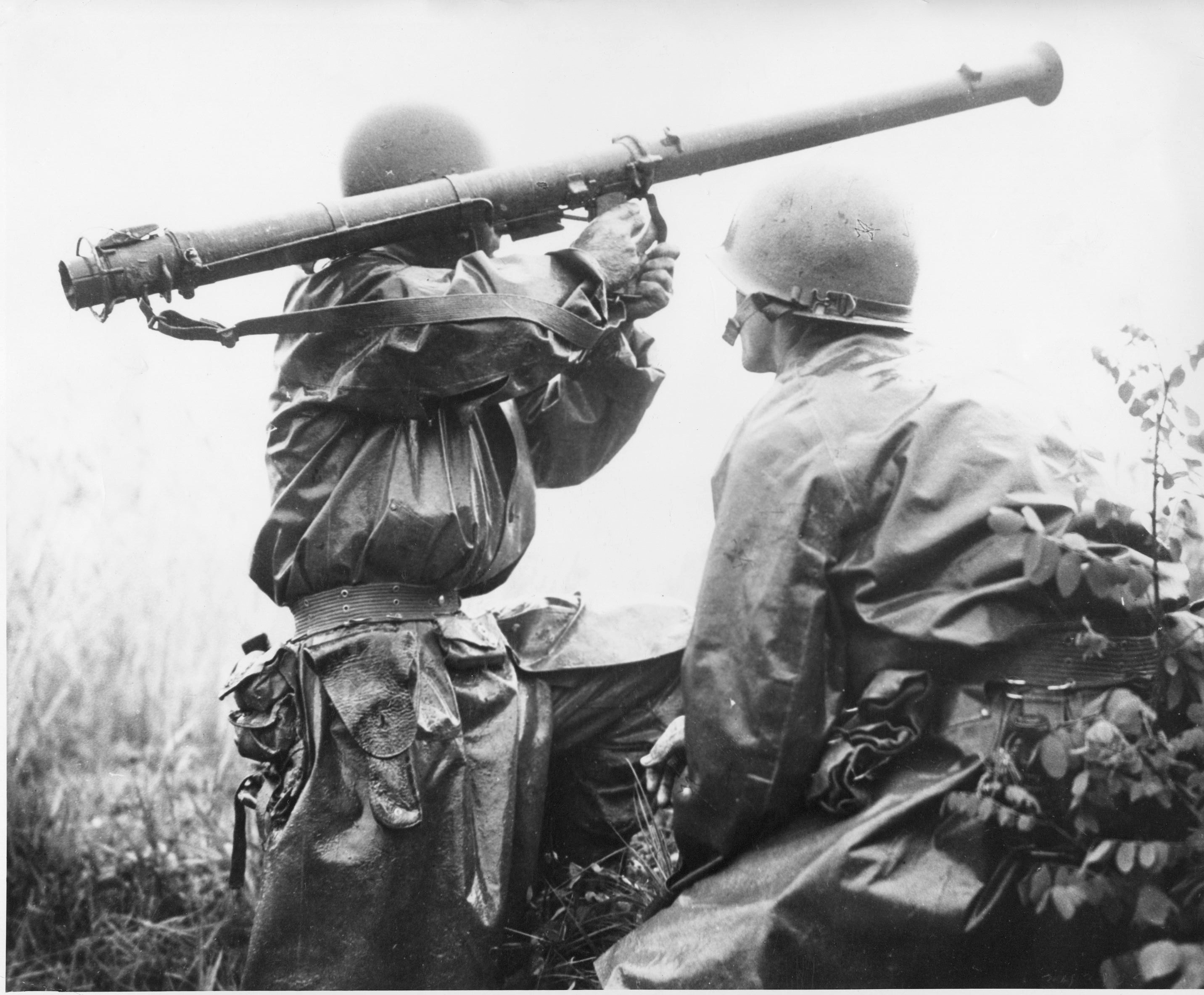
韓戰時期的M9巴祖卡火箭筒

- 光学瞄准
- 加固了发射筒
- 使用金属瞄具
- 使用M6A3火箭弹
- 能穿透5英寸（125毫米）装甲
- 在1944年取代M1A1
- 可以分为两段携带

### M9A1“巴祖卡”火箭筒
- 用电磁打火系统代替电池打火系统

### M20“超級巴祖卡”火箭筒
- 增长了3.5英寸（89毫米）
- 能穿透11英寸（280毫米）的装甲
- 射程增加了150米
- 大量使用於朝鲜战争

### M20B1“超级巴祖卡”火箭筒
- 通过改用铝制发射筒来减轻重量
- 替代M20

### M20A1/A1B1“超级巴祖卡”火箭筒
- 改进了连接处的闩锁组装，在1952年投入生产
- 替代M20和M20B1

### M25“三脚架巴祖卡”火箭筒
- 在1955年左右，在原巴祖卡基础上加装三脚架

### RL-83「布林吉西」火箭筒（英语：RL-83 Blindicide）
- 比利时的改进版，裝備於比利时和瑞士军队

### 51式火箭筒
- 中华人民共和国仿製的超級巴祖卡火箭筒，将口徑由88.9毫米四捨五入至90毫米並加上兩腳架。

## 规格

### 几种主要型号的比较
| 型号               | M1A1       | M9A1       | M20A1/A1B1  |
| ------------------ | ---------- | ---------- | ----------- |
| 口径（毫米/英寸）  | 60（2.36） | 60（2.36） | 88.9（3.5） |
| 火箭筒重量（公斤） | 5.71       | 7.00       | 6.50        |
| 弹头重量（公斤）   | 1.59       | 1.59       | 3.65        |
| 火箭筒长度（毫米） | 1370       | 1550       | 1524        |
| 最大射程（米）     | 365        | 365        | 913         |
| 有效射程（米）     | 109        | 109        | 274/182     |
| 出膛速度（米/秒）  | 81         | 81         | 104         |
| 穿甲厚度（毫米）   | 75         | 75         | 280         |
| 操作人数           | 2          | 1          | 2           |

### M1
- 长度：137厘米（54英寸）
- 口径：60毫米（2.36英寸）
- 重量：13.00磅（5.9公斤）
- 弹头：M6（3.5磅，1.59公斤）
- 射程
  - 最大：400码（365.76米）
  - 有效：150码（137.16米）
- 操作人员：2人，操作员和装填员

### M1A1
- 长度：137厘米（54英寸）
- 口径：60毫米（2.36英寸）
- 重量：12.75磅（5.8公斤）
- 弹头：M6A1（3.5磅，1.59公斤）
- 射程
  - 最大：400码（365.76米）
  - 有效：150码（137.16米）
- 操作人员：2人，操作员和装填员

### M9/M9A1
- 长度：155厘米（61英寸）
- 口径：60毫米（2.36英寸）
- 重量：14.3磅（6.5公斤）
- 弹头：M6A3/C（3.5磅，1.59公斤）
- 射程
  - 最大：400码-500码（365.76米-457.2米）
  - 有效：120码（109.72米）
- 操作人员：2人，操作员和装填员（M9），1人操作员和装填员（M9A1）

### M20A1/M20A1B1
- 长度：152.4厘米（60英寸）
- 口径：89毫米（3.5英寸）
- 重量：M20A1：14.3磅（6.5公斤）  M20A1B1：13磅（5.9公斤）
- 弹头：M28A2 HEAT（9磅）或T127E3/M30WP（8.96磅）
- 射程
  - 最大：999码（913.48米）
  - 有效：静态目标：300码（274.32米）  动态目标：200码（182.88米）
- 操作人员：2人，操作员和装填员

## 使用国家
- 阿根廷：超级巴祖卡，最後被AT4反坦克火箭筒取代。
- 奥地利：被卡爾·古斯塔夫無後座力炮所取代。

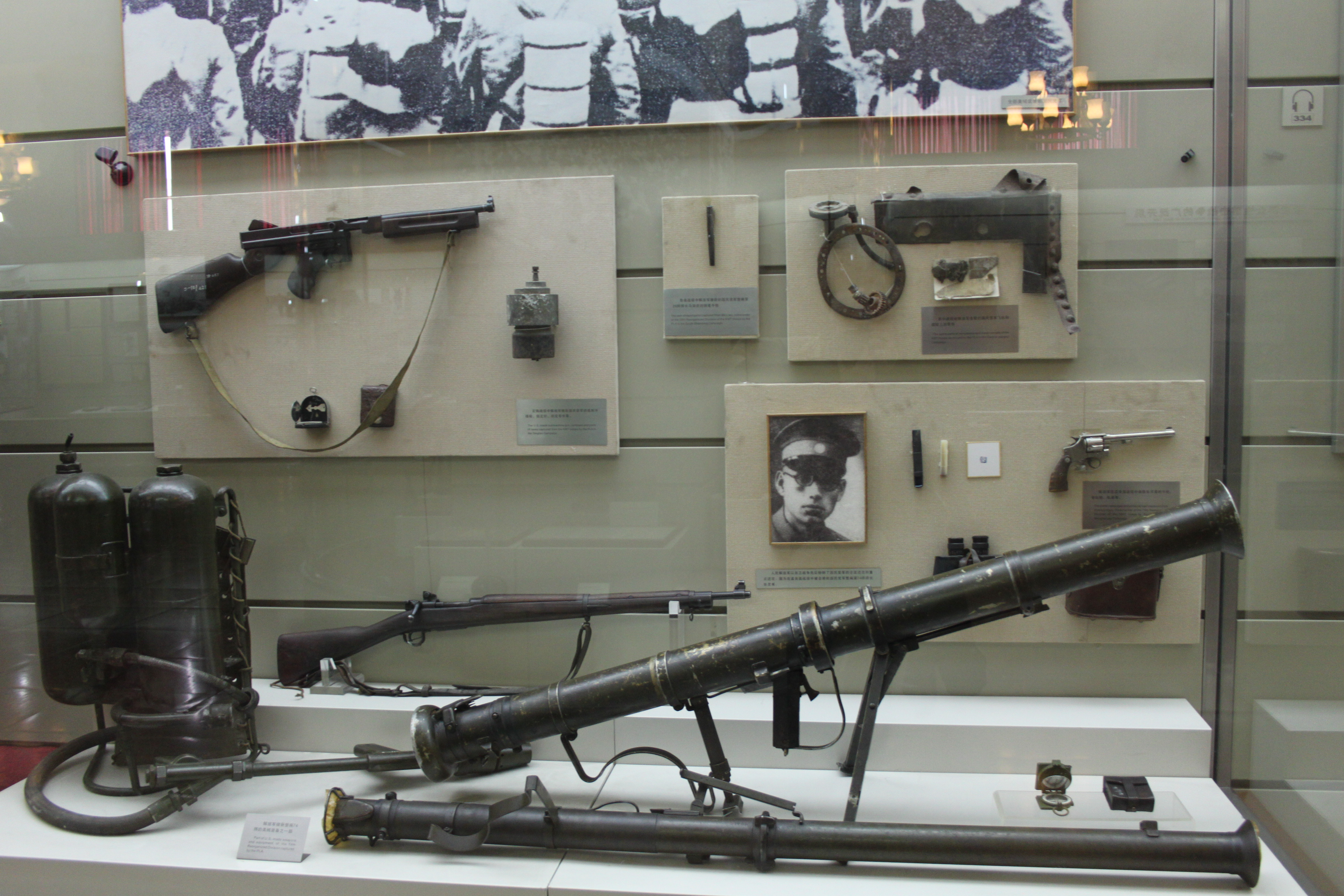
國共內戰時被解放軍繳獲的國軍美製M9巴祖卡火箭筒

- 比利时
- 玻利维亚
- 巴西
- 加拿大

- 中華民國：在抗戰末期的1944年，國軍已接收巴祖卡火箭筒，首先是遠征軍，後來也普及至國內的部隊，例如在抗戰末期才成立的傘兵。國民政府遷臺後，亦有生產M20火箭筒，被國軍稱為35式火箭筒，後被M72火箭彈與66式火箭彈取代。
- 中华人民共和国：在国共内战缴获国军使用的2.36英寸的M1和M9巴祖卡，另外在韓戰時繳獲美軍使用的M20超級巴祖卡火箭筒並仿製成51式火箭筒，可同時使用自製彈藥和原廠彈藥。
- 法國
- 德意志聯邦共和國
- 印度
- 日本
- 约旦
- 利比亞
- 盧森堡
- 马来西亚
- 墨西哥
- 緬甸
- 巴基斯坦
- 巴拉圭
- 菲律賓
- 葡萄牙
- 羅德西亞
- 南非
- 苏联
- 瑞典：被卡爾·古斯塔夫無後座力炮所取代。
- 瑞士
- 泰國
- 突尼西亞
- 土耳其
- 英国
- 美国
- 越南共和国
- 越南

## 流行文化
在一些講述二次大戰的電影和電視劇當中都經常見到巴祖卡火箭筒，例如：
- 鋼鐵英雄、搶救雷恩大兵

也出現在以二次大戰為主題的電腦遊戲，例如：
- 戰地風雲1942、戰地風雲5、英雄與將軍、應徵入伍

## 外部連結
- Anti-Tank Rocket M6 Bazooka （页面存档备份，存于）
- 90th Infantry Division Preservation Group page on Bazookas and Equipment （页面存档备份，存于）
- Robert Goddard--America's Rocket Pioneer （页面存档备份，存于）
- Bazooka （页面存档备份，存于）